# Паметници от Руско-турската война 1877-1878 г. на болници, лазарети, доктори и медицински сестри
| Снимка                 | Описание/дати стар стил | Надпис | Местоположение         | Местоположение |
| Великотърновска област | Великотърновска област | Великотърновска област | Великотърновска област | Великотърновска област |
| ---------------------- | --- | --- | ---------------------- | --- |
|                        | Надгробна плоча с кръст в памет на доктор Иван Фьодорович Анич, починал на 15 март 1878 г. | Иван Феодорович Аньич – доктор медицини, скончился 15 март 1878 г. Помяни Господа раба твоето в Царствие твоего | Велико Търново         | Намира се в местността Руски гробища, близо до олтара на православен храм „Възкресение Христово“ 43°04′24″ с. ш. 25°36′44.2″ и. д. / 43.073333° с. ш. 25.612278° и. д. |
|                        | Надгробен паметник на милосърдната сестра Олга Карловна Мягкова (моминско Петерсен), починала на 3 февруари 1878 г. | сестра милосердiя МЯГКОВА умерла 1878 г. | Горна Студена          | Намира се в двора до олтара на църква „Свети Димитър“ 43°25′29.2″ с. ш. 25°21′14.9″ и. д. / 43.424778° с. ш. 25.354139° и. д.                                          |
|                        | Надгробен паметник на главния лекар на 67-ма военновременна болница хирург Валентин Фьодорович Кипарский, роден на 28 март 1838 г. в гр. Венден (Латвия) и починал от болест на 7 февруари 1878 г. в с. Горна Студена                    | главный врачъ 67-го военно временнаго госпиталя статскiй совҍтникъ докт. мед. и хирургъ Валентинъ Өеодоровичъ Кипарскiй палъ жертвою болҍзни при усердныхъ изпольненiи много трудныхъ служебныхъ обязанностей во время войны род. въ городъ Вендень 28 марта 1838 г. умеръ въ Горном Студенъ 7 февраля 1878 г. | Горна Студена          | Намира се в двора до олтара на църква „Свети Димитър“ 43°25′29.2″ с. ш. 25°21′14.9″ и. д. / 43.424778° с. ш. 25.354139° и. д.                                          |
|                        | Надгробен паметник на докторите братя Громови и милосърдната сестра Мезерницкая, починали от тиф през март 1878 г. | ВРАЧИ БРАТЬЯ ГРОМОВЫ СЕСТРА МИЛОСЕРДIЯ МЕЗЬРНИЦКАЯ 3IАРТЪ 1878 | Поликраище             | Намира се в двора на църквата „Света Великомъченица Марина“ 43°10′44.9″ с. ш. 25°37′17.3″ и. д. / 43.179139° с. ш. 25.621472° и. д.                                    |
|                        | Паметник на руската военна болница №62, част от която се е помещавала в Преображенския манастир и лекувала ранените от битката при Елена на 22 ноември 1877 г.                                                                           | 1180 ранени в сражението при Елена са били разместени в руската военна болница №62 в Търново и тук в монастира, посетен на 25-28.XII.1877 г. от великия руски хирург Н. И. ПИРОГОВ изпратен от руския червен кръст. 1977 г. Български червен кръст                                                             | Преображенски манастир | Намира се до входа на манастира 43°07′00.2″ с. ш. 25°36′25.1″ и. д. / 43.116722° с. ш. 25.606972° и. д.                                                                |
|                        | Надгробна плоча на доктор Антон Игнатиевич Змиградский от 3-ти сапьорен батальон, починал от тиф на 15 февруари 1878 г. | Врачь 3го Сапëрнаго Баталiона Антонъ Игнатьевичъ Змиградскiй Умеръ отъ тифа 15го Февраля 1878 г. | Свищов                 | Намира се в двора на манастир „Св. св. Петър и Павел“ 43°37′03.6″ с. ш. 25°20′56.6″ и. д. / 43.617667° с. ш. 25.349056° и. д.                                          |
|                        | Надгробен паметник на обучаващата се за милосърдна сестра, студентката В. Некрасова, починала в Свищов | (нечетливо) В. Некрасова | Свищов                 | Намира се в двора на църква „Света Троица“ 43°36′59.4″ с. ш. 25°21′04.1″ и. д. / 43.6165° с. ш. 25.351139° и. д.                                                       |
|                        | Паметник на мястото на руски доброволен лазарет, работил в Свищов в периода август - декември 1877 г. | От 15.VIII до 10.XII 1877 г. тук в 3 дома с 25 стаи е работил руски доброволен лазарет със 100 легла, посетен през декември от великия руски хирург Н. И. ПИРОГОВ изпратен от руския червен кръст. 1977 г. Български червен кръст                                                                              | Свищов                 | |
| Плевенска област       | | |                        | |
|                        | Паметник на военно-временните болници №63 и №66, работили от август до ноември в Българене, Дервишкьой (Изгрев), Лъжене (Малчика), Козар Белене, Ортакьой (Аспарухово) и Летница.                                                        | През август-декември 1877 г. в Българене са работили руските военни болници №63, 66 и охранителен пункт, посещавани през октомври-декември от великия руски хирург Н. И. ПИРОГОВ изпратен от руския червен кръст. 1977 г. Български червен кръст                                                               | Българене              | Намира се в парка на центъра 43°26′24.6″ с. ш. 25°04′40.3″ и. д. / 43.440167° с. ш. 25.077861° и. д.                                                                   |
|                        | Паметник на мястото на етапен пункт приемал ранените след битката при Горни Дъбник, Телиш, Правец и Етрополе и препращал ги в болница №69 в с. Бохот, където е работил академик Николай Пирогов                                          | Тук през октомври - декември 1877 г. руски етапен пункт е препращал ранените при Телиш, Дъбниците, Орхание, Етрополе в болница №69 в Бохот при великия руския хирург академик Н. И. Пирогов изпратен от руския червен кръст. 1977 г. Български червен кръст                                                    | Бъркач                 | Намира се в градинката на центъра 43°17′35.4″ с. ш. 24°26′22″ и. д. / 43.293167° с. ш. 24.439444° и. д.                                                                |
|                        | Паметник на мястото на дивизионния лазарет на 3-та гренадирска дивизия (9-ти Сибирски, 10-ти Малорусийски, 11-ти Фанагорийски, 12-ти Астрахански полк) и 3-та артилерийска бригада, работил в тила на 6-ти участък от обсадата на Плевен | През октомври-ноември 1877 г. тук е работил лазаретът на 3-а гренадирска дивизия от корпуса на генерал Ганецки, посетен две седмици преди превземането на Плевен от великия руския хирург академик Н. И. Пирогов изпратен от руския червен кръст. 1977 г. Български червен кръст                               | Горна Митрополия       | Намира се на центъра в близост до кметството 43°27′44.5″ с. ш. 24°27′21.3″ и. д. / 43.462361° с. ш. 24.455917° и. д.                                                   |
|                        | Паметник на мястото на дивизионния лазарет на 2-ра гренадирска дивизия (5-ти Киевски, 6-ти Таврически, 7-ми Самогидски и 8-ми Московски полк) и 2-ра артилерийска бригада, работил в тила на 6-ти участък от обсадата на Плевен          | Тук са работили лазаретите на 2-а гренадирска дивизия и 2-а гренадирска артилерийска бригада посетени в средата на ноември 1877 г. от великия руски хирург академик Н. И. ПИРОГОВ изпратен от руския червен кръст. 1977 г. Български червен кръст                                                              | Долни Дъбник           | Намира се западно от града 43°24′34.8″ с. ш. 24°25′35.1″ и. д. / 43.409667° с. ш. 24.426417° и. д.                                                                     |
|                        | Паметник на мястото на дивизионния лазарет на 1-ва бригада от 5-та пехотна дивизия (17-ти Архангелогородски и 18-ти Вологодски полк), работил в тила на 6-ти участък от обсадата на Плевен                                               | През есента на 1877 г. тук е работил лазаретът на руската 5-а пехотна дивизия, посетен половин месец преди падането на Плевен от великия руския хирург академик Н. И. Пирогов изпратен от руския червен кръст. 1977 г. Български червен кръст                                                                  | Долна Митрополия       | Намира се на центъра на града 43°28′03.8″ с. ш. 24°31′12.6″ и. д. / 43.467722° с. ш. 24.520167° и. д.                                                                  |
|                        | Паметник на мястото на което са работили от октомври до декември 1877 г. два руски медицински пункта - етапен и хранителен | Тук през октомври - декември 1877 г. са работили два руски медицински пункта - етапен и хранителен, посещавани в началото на всеки месец от великия руски хирург академик Н. И. ПИРОГОВ изпратен от руския червен кръст. 1977 г. Български червен кръст                                                        | Пордим                 | Намира се в градинката до къща-музей „Николай Николаевич“ 43°22′37″ с. ш. 24°50′39.7″ и. д. / 43.376944° с. ш. 24.844361° и. д.                                        |
|                        | Паметник на мястото на превързочния пункт обслужвал ранените през октомври 1877 г. след битката при Горни Дъбник Телиш | През октомври 1877 г. тук е работил руският централен превързочен пункт приемал ранените от Телиш и Дъбниците и ги препращал в болница №69 в село Бохот при великия руски хирург академик Н. И. ПИРОГОВ изпратен от руския червен кръст. 1977 г. Български червен кръст                                        | Садовец                | Намира се западно в ляво до пътя за Бъркач 43°18′23″ с. ш. 24°21′53.7″ и. д. / 43.306389° с. ш. 24.364917° и. д.                                                       |
|                        | Паметник на мястото на дивизионния лазарет, работил в тила на 4-ти участък от обсадата на Плевен | В средата на ноември 1877 г. руският дивизионен лазарет в село Учин дол /Тодорово/ е бил посетен от великия руски хирург академик Н. И. ПИРОГОВ изпратен от руския червен кръст. 1977 г. Български червен кръст                                                                                                | Тодорово               | Намира се югозападно от селото до руски редут в дясно до пътя за Горталово. 43°20′03.2″ с. ш. 24°35′28.6″ и. д. / 43.334222° с. ш. 24.591278° и. д.                    |
|                        | Паметник на лазаретите на 2-ра, 16-та и 30-та пехотна дивизия, работили на това място през есента на 1877 г. при обсадата на Плевен | През есента на 1877 г. тук са работили лазаретите на 2-а, 16-а и 30-а дивизия с руски парни бани в землянки посетени и одобрени от великия руски хирург академик Н. И. ПИРОГОВ изпратен от руския червен кръст. 1977 г. Български червен кръст                                                                 | Тученица               | Намира се на ул. Г. Бенковски в северния край в близост до реката 43°20′41″ с. ш. 24°41′33.4″ и. д. / 43.344722° с. ш. 24.692611° и. д.                                |
| Русенска област        | | |                        | |
|                        | Паметник на военни болници №48 и №56 и руски оптичен склад, работили в града през периода юли - декември 1877 г. | През юли - декември 1877 г. в Бяла са работили руски оптичен склад и военни болници №48 и №56 посетени в началото на ноември от великия руски хирург академик Н. И. ПИРОГОВ изпратен от руския червен кръст. 1977 г. Български червен кръст                                                                    | Бяла                   | Намира се в центъра на бул. Васил Левски 43°27′36.3″ с. ш. 24°44′22.3″ и. д. / 43.460083° с. ш. 24.739528° и. д.                                                       |